# Järnvägslinje
Järnvägslinje är enligt Järnvägens Trafikföreskrifter (JTF) den del av en bana (järnväg) som ligger utanför driftplatserna (tidigare stationerna) och kallas ofta bara linjen.

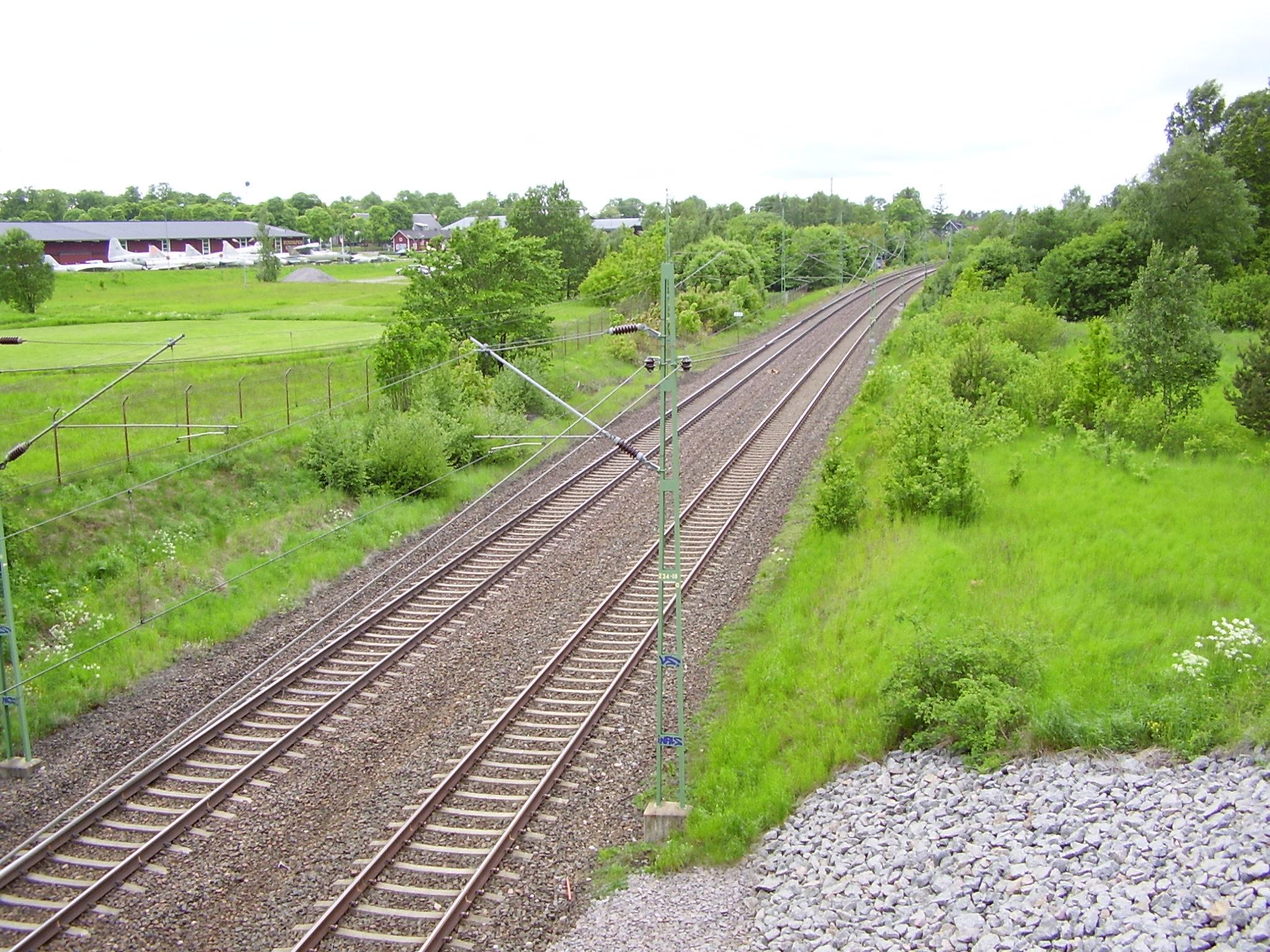
Järnvägslinje på Södra stambanan utanför Linköping

En bana är består således av de platser där det finns en station, bangård eller dylikt samt av den sträcka - linjen - som finns mellan dessa platser d.v.s. den egentliga banan som går från en ort till en annan.
Ur trafiksäkerhetssynpunkt är gränsen mellan en driftplats och linjen väldefinierad. Vanligen slutar driftplatsen med en utfartssignal och linjen slutar med en infartssignal mot driftplatsen. Ute på linjen garanterar säkerhetssystemet tågens säkerhet mot kollisioner i olika nivåer. Den enklaste formen är att hela linjen reserveras. Det betyder att alla utfartssignaler mot linjen visar stopp om ett tåg finns på linjen. Nästa nivå är att linjen är indelad i block med blocksignaler vid varje blockgräns. Det betyder att ett tåg inte får köra in i ett block där ett tåg redan finns. Det kallas linjeblockering. Detta beskrivs i artikeln säkerhetssystem. Ytterligare en nivå finns i ERTMS-systemet där man har "rullande block". Det betyder att systemet hela tiden håller reda på var ett tåg befinner sig utgående från positionerande Eurobaliser och tågets kilometerräknare. Metoden gör att tågen kan gå i konvojer med tätare avstånd vilket höjer bankapaciteten.
För att informera förarna om linjens hastigheter, stigningar, signaler mm finns för varje bana en linjebok som banans infrastrukturförvaltare svarar för (vanligen Trafikverket).